# UFC on ESPN: Kattar vs. Chikadze
O UFC on ESPN: Kattar vs. Chikadze (também conhecido como O UFC on ESPN 32 e UFC Vegas 46) foi um evento de artes marciais mistas promovido pelo Ultimate Fighting Championship que aconteceu em 15 de janeiro de 2022 nas instalações do UFC Apex em Enterprise, Nevada, parte da Área Metropolitana de Las Vegas, Estados Unidos.

## História
Uma luta no peso pena entre Calvin Kattar e Giga Chikadze é esperada para ocorrer neste evento como luta principal da noite.
Uma luta no peso mosca feminino entre Kay Hansen e Jasmine Jasudavicius foi marcada para este evento. Entretanto, a luta foi adiada para UFC 270.
Ashley Yoder era esperada para enfrentar Vanessa Demopoulos neste evento. Yoder teve que se retirar da luta e foi substituída por Silvana Gomez Juarez.
Uma luta no peso médio entre Joaquin Buckley e Abdul Razak Alhassan foi marcada para este evento. Entretanto, a luta foi cancelada após Alhassan se retirar da luta.